# Mount Limburg Stirum
Mount Limburg Stirum (französisch Mont de Limburg Stirum) ist ein 2350 m hoher Berg im ostantarktischen Königin-Maud-Land. Er ragt an der Ostflanke des Norsk-Polarinstitutt-Gletschers und 1,5 km des Mount Boë in den Belgica Mountains auf.
Teilnehmer der Belgischen Antarktis-Expedition 1957/58 unter Gaston de Gerlache de Gomery (1919–2006) entdeckt ihn. Namensgeber ist Charles de Limburg Stirum (1906–1989), belgischer Senator, Großmeister des belgischen Königs Leopold III. und Sponsor der Forschungsreise.